# Emma Yanes
Emma Yanes Rizo (Ciudad de México, 15 de enero de 1961) es una historiadora mexicana.

## Trayectoria académica
Estudió Historia en la Facultad de Filosofía y Letras de la Universidad Nacional Autónoma de México (UNAM). Doctora en Historia del Arte por  la UNAM, donde obtuvo su título con mención honorífica obteniendo la beca de excelencia CONACYT.
Su tesis de licenciatura y maestría giraron en torno a la historia de los ferrocarriles mexicanos en el siglo XX. Su  investigación doctoral la realizó sobre la talavera (loza estannífera) y su origen en Puebla.
Es investigadora de la Dirección de Estudios Históricos del Instituto Nacional de Antropología e Historia (INAH). Miembro del Consejo Editorial de la revista Artes de México, Investigadora Titular C de la Dirección de Estudios Históricos del INAH. Ceramista, su más reciente exposición se realizó en el Castillo de Chapultepec con el nombre de El ajuar: talavera, cerámica y tradición. Cuenta con investigación en los azulejos del siglo XVII del locero Hernando de Valladares en el Templo del Carmen de la Ciudad de México. Realizó trabajos de crónica e historia social, así como estudios sobre el patrimonio edificado de Puebla desde la perspectiva de sus habitantes.

## Obra
Es autora de los libros:
- Que de dónde amigo, vengo[5]
- Los orígenes de la loza estannífera o talavera poblana

Ha sido colaboradora  en revistas y suplementos como Nexos, Hojarasca, Punto, Historias, Quipu, Libreta Universitaria y México Indígena.